# SNCF Z 20900
De Z 20900 treinstellen zijn bi-courante dubbeldekker-treinstellen van de SNCF voor personenvervoer per spoor in de regio Île-de-France. Ze vormen de vierde en laatste generatie van het Z 2N-materieeltype, na de Z 5600, Z 8800 en Z 20500. Ze worden ingezet op de RER C.

## Beschrijving
De Z20900 treinstellen zijn een verbeterde versie van Z 20500. Ze onderscheiden zich door:
- Een vast aantal wagons van vier per treinstel;
- Een aangepaste tractie genaamd OnIX (Onduleur à Intégration eXceptionnelle);
- De mogelijkheid om bepaalde afdelingen af te sluiten voor reizigers in de late avond;
- Doorgangen tussen de wagons (alhoewel bij de renovatie van het Z 20500-materieel er doorgangen geplaatst worden);
- Airconditioning en getinte ruiten tegen fel zonlicht;
- Het gebruik van stoelen in Vis-a-Vis opstelling;

De twee motorwagens hebben 82 zitplaatsen, de twee tussenwagens hebben 96 zitplaatsen en een toilet. Het materieel kan gekoppeld rijden met het Z 5600-, Z 8800- , Z 20500 , Z 92050 en het Z 23500 materieel, in de meeste gevallen tot twee eenheden.

## Diensten
| RER C | Alle diensten behalve Versailles-Chantiers ↔ Station Versailles-Château-Rive-Gauche |

## Galerij

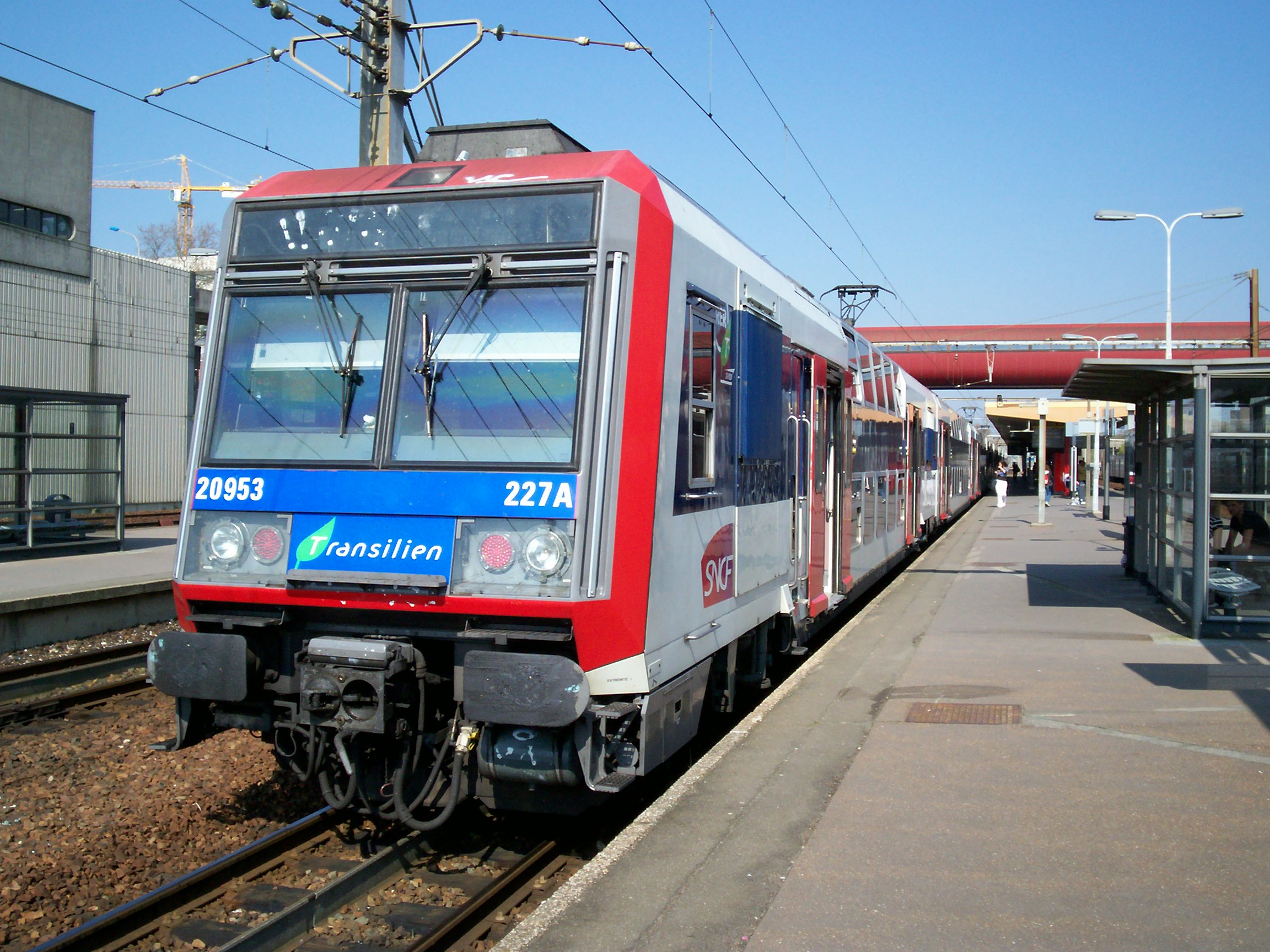
Een treinstel van de RER C bij Station Saint-Quentin-en-Yvelines, in Île-de-France-kleurstelling
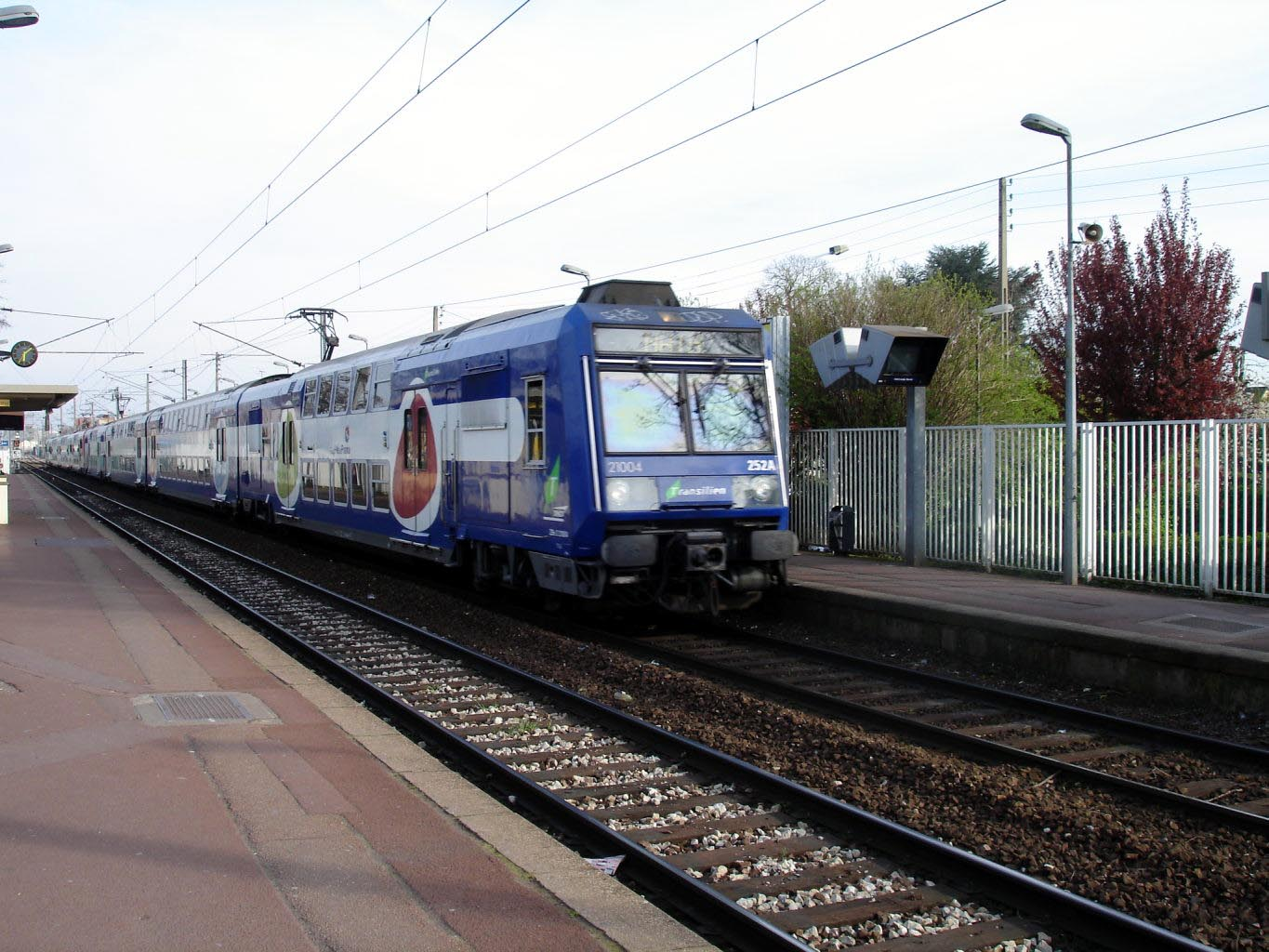
Een Z 20900 van de RER C in de nieuwe Transilien-kleurstelling op het Station Cernay, in Ermont (Val-d'Oise)
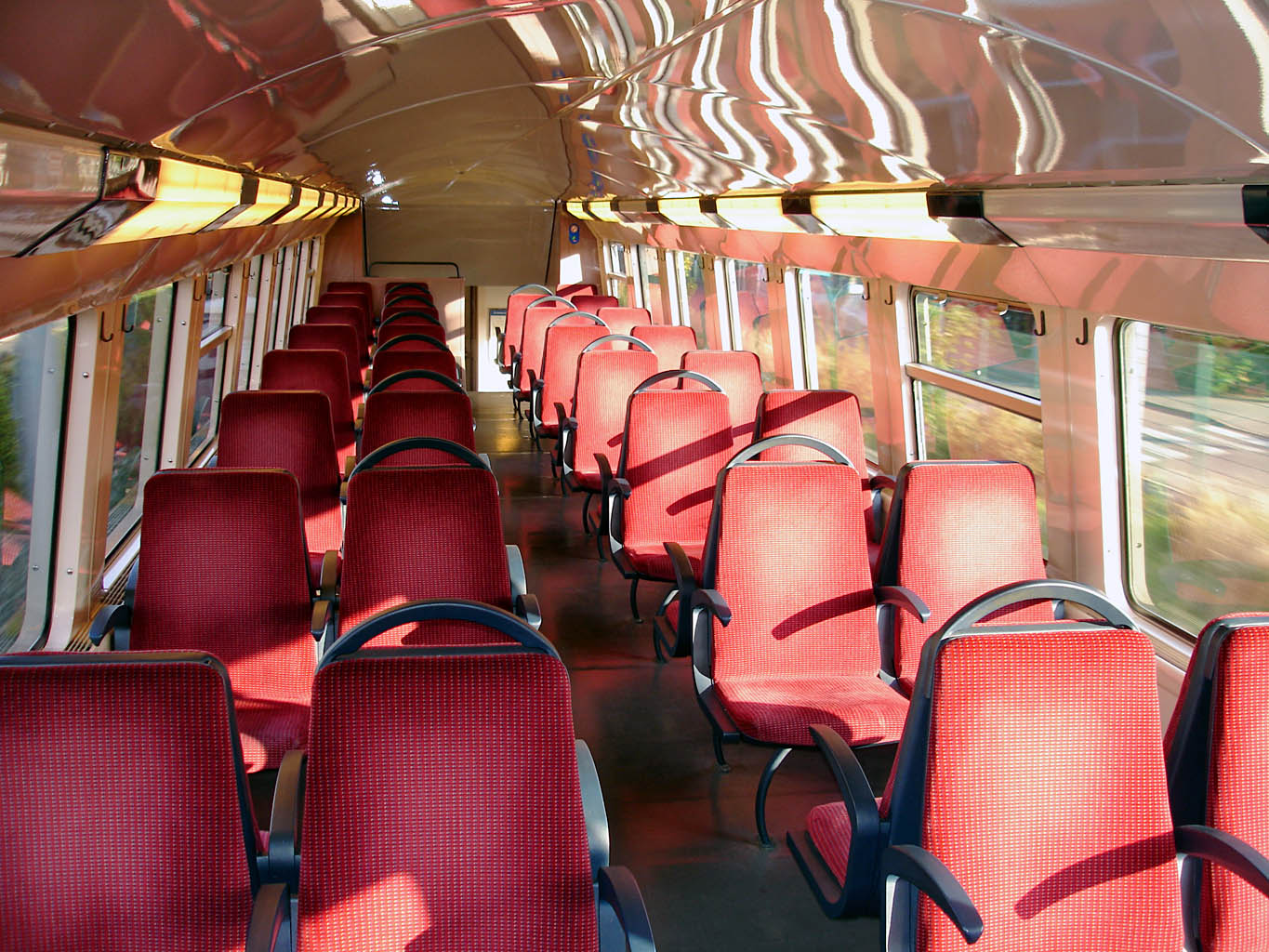
Interieur van de bovenverdieping
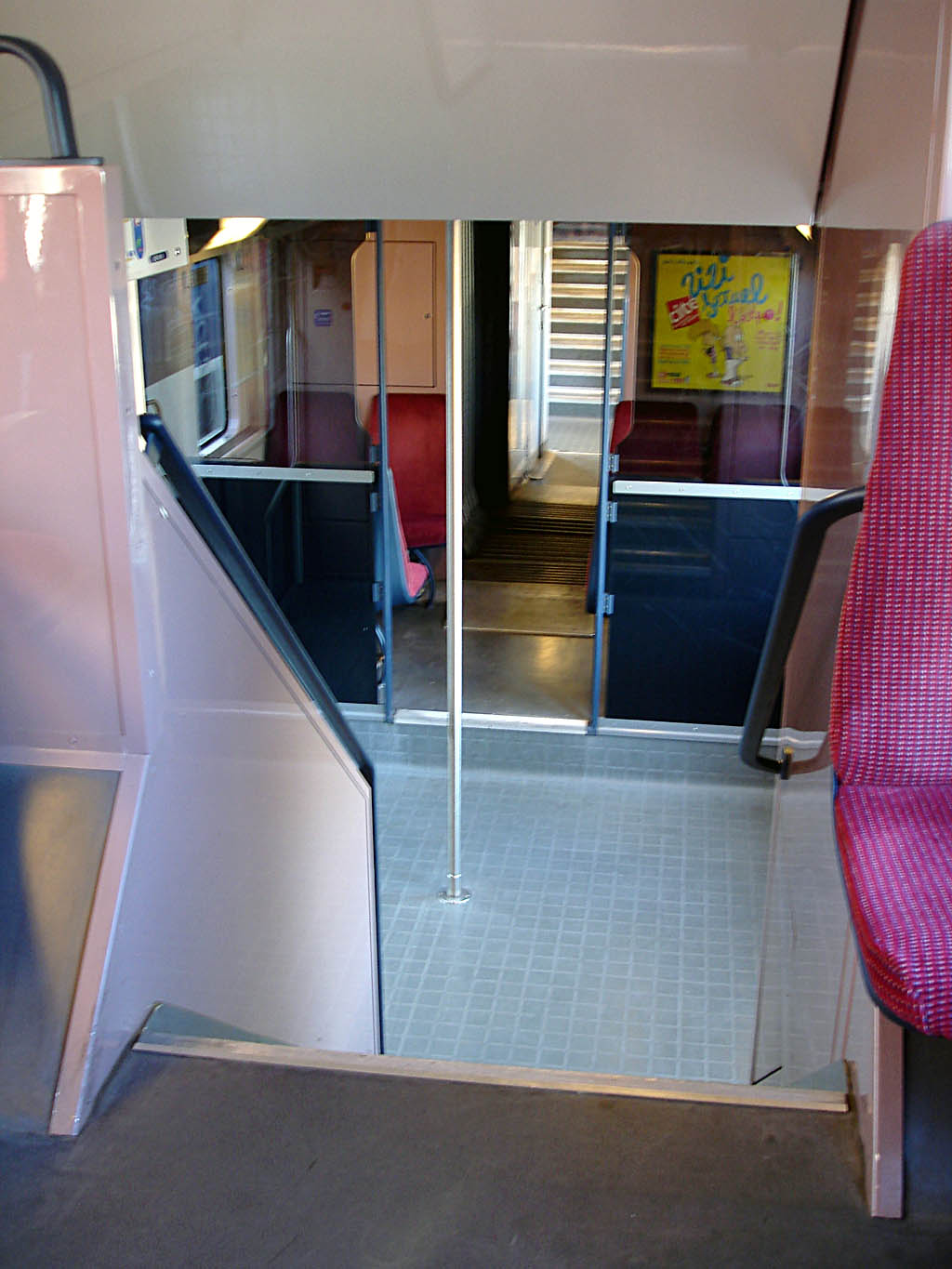
Ingang van de trein